# Malin Åkerman
Malin Maria Åkerman (Stoccolma, 12 maggio 1978) è un'attrice svedese naturalizzata statunitense.

## Biografia
Nata a Stoccolma, in Svezia, la sua famiglia si spostò a Toronto, in Canada, quando aveva due anni. Ha vissuto per un breve periodo a Niagara-on-the-Lake, in Ontario, frequentando la Parliament Oak Primary School e la Niagara District Secondary School. Dal 2001 vive per motivi professionali a Los Angeles.
La Åkerman è stata anche cantante del gruppo rock Ozono, oggi noto come The Petal Stones. In questo ambiente, nel 2003 ha conosciuto il musicista Roberto Zincone, con cui è convolata a nozze il 20 giugno 2007 a Sorrento; dalla loro unione è nato un figlio, Sebastian, il 17 aprile 2013. Nel novembre dello stesso anno, la coppia ha annunciato la propria separazione. Nel 2009 la rivista Maxim l'ha votata al 4º posto nella classifica delle donne più sexy del mondo.
All'età di diciassette anni, ha vinto il concorso Ford Supermodel del Canada. Dopo una carriera da modella, ha iniziato la carriera di attrice e risiede ora in California. Ha avuto ruoli in diversi film, tra cui The Utopian Society (2003) con Samia Doumit e Austin Nichols, e American Trip - Il primo viaggio non si scorda mai (2004) e in Rock of Ages (2012). Ha fatto diverse apparizioni come ospite in TV e nel 2005 ha avuto la parte di Juna nella serie della HBO The Comeback. È anche apparsa nel The Showbiz Show with David Spade come corrispondente e nella terza stagione della serie HBO Entourage nel ruolo di Tori.
Åkerman è una delle attrici principali nel film dei fratelli Farrelly del 2007 Lo spaccacuori. Ha interpretato la parte di Laurie Juspeczyk, la seconda Spettro di Seta in Watchmen. Ha preso parte a commedie romantiche: 27 volte in bianco nel ruolo di Tess; Ricatto d'amore, a fianco di Sandra Bullock e Ryan Reynolds. Nel 2012, entra nel cast del film musical Rock of Ages.
Nel 2024 conduce, con Petra Mede, l'Eurovision Song Contest 2024 a Malmö.

## Filmografia

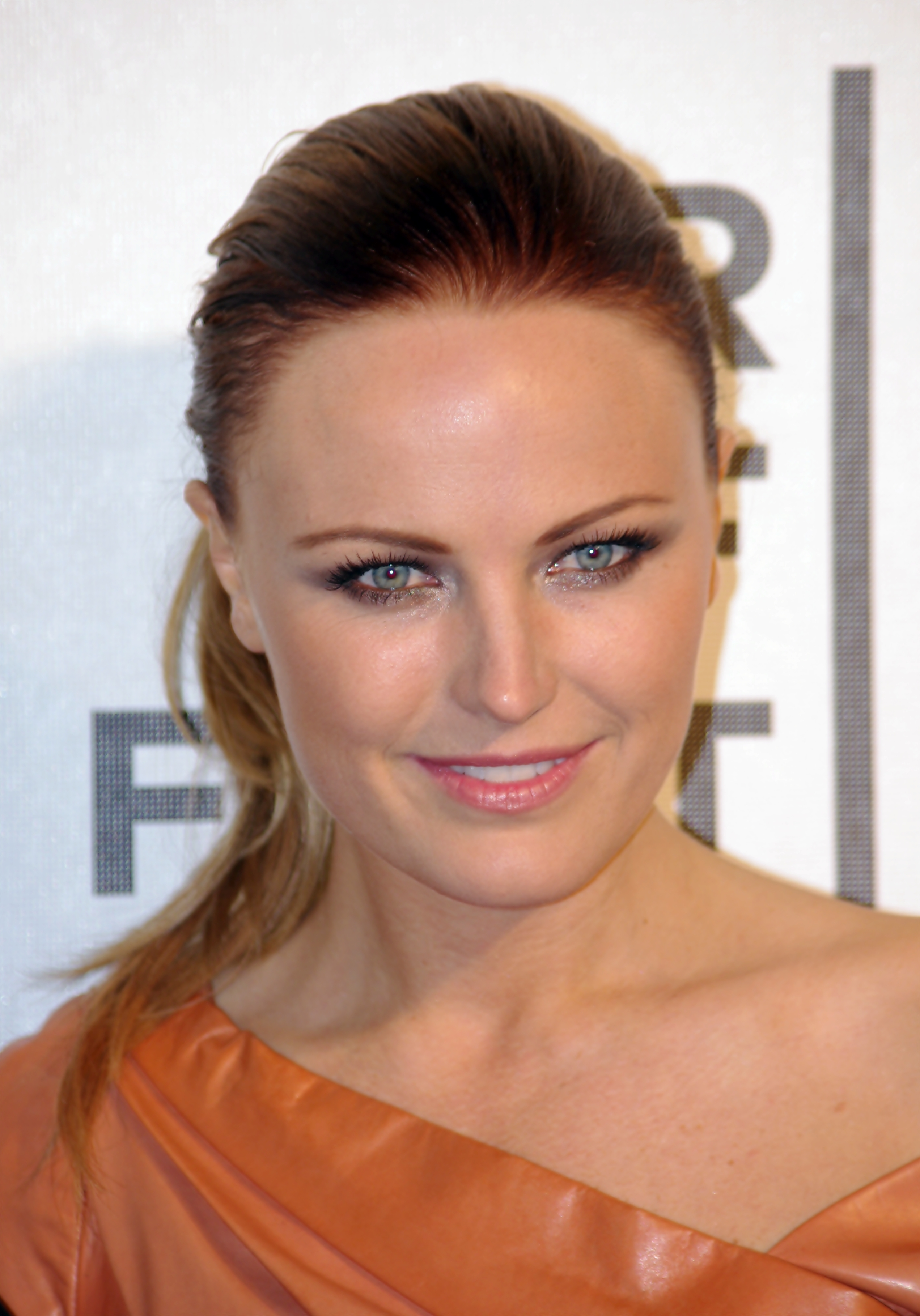
Åkerman nel 2011 al Tribeca Film Festival

### Cinema
- The Skulls - I teschi (The Skulls), regia di Rob Cohen (2000)
- Circle - La confraternita (The Circle), regia di Sidney J. Furie (2001)
- The Utopian Society, regia di John P. Aguirre (2003)
- American Trip - Il primo viaggio non si scorda mai (Harold & Kumar Go to White Castle), regia di Danny Leiner (2004)
- Invasion (The Invasion), regia di Oliver Hirschbiegel (2007)
- I fratelli Solomon (The Brothers Solomon), regia di Bob Odenkirk (2007)
- Lo spaccacuori (The Heartbreak Kid), regia di Peter e Bobby Farrelly (2007)
- Lui, lei e Babydog (Heavy Petting), regia di Marcel Sarmiento (2007)
- 27 volte in bianco (27 Dresses), regia di Anne Fletcher (2008)
- Watchmen, regia di Zack Snyder (2009)
- Bye Bye Sally, regia di Paul Leyden (2009) - cortometraggio
- Ricatto d'amore (The Proposal), regia di Anne Fletcher (2009)
- L'isola delle coppie (Couples Retreat), regia di Peter Billingsley (2009)
- The Romantics, regia di Galt Niederhoffer (2010)
- happythankyoumoreplease, regia di Josh Radnor (2010)
- Elektra Luxx, regia di Sebastian Gutierrez (2010)
- The Bang Bang Club, regia di Steven Silver (2010)
- Kaylien, regia di Zoe Saldana (2011) - cortometraggio
- Catch .44, regia di Aaron Harvey (2011)
- Nudi e felici (Wanderlust), regia di David Wain (2012)
- Rock of Ages, regia di Adam Shankman (2012)
- The Giant Mechanical Man, regia di Lee Kirk (2012)
- Stolen, regia di Simon West (2012)
- Hotel Noir, regia di Sebastian Gutierrez (2012)
- Cottage Country, regia di Peter Wellington (2013)
- Codice fantasma (The Numbers Station), regia di Kasper Barfoed (2013)
- CBGB, regia di Randall Miller (2013)
- The Final Girls, regia di Todd Strauss-Schulson (2015)
- Nei miei sogni (I'll See You in My Dreams), regia di Brett Haley (2015)
- Conspiracy - La cospirazione (Misconduct), regia di Shintaro Shimosawa (2016)
- The Ticket, regia di Ido Fluk (2016)
- Rampage - Furia animale (Rampage), regia di Brad Peyton (2018)
- L'ultimo colpo di mamma (The Sleepover), regia di Trish Sie (2020)
- Chick Fight - Le ragazze del ring (Chick Fight), regia di Paul Leyden (2020)
- Slayers, regia di K. Asher Levin (2022)

### Televisione
- Pianeta Terra - Cronaca di un'invasione (Earth: Final Conflict) – serie TV, episodio 1x02 (1997)
- The Others – serie TV, episodio 1x01 (2000)
- Relic Hunter – serie TV, episodio 1x15 (2000)
- Twice in a Lifetime – serie TV, episodio 2x18 (2001)
- Doc – serie TV, episodio 1x11 (2001)
- Witchblade – serie TV, episodio 1x02 (2001)
- Shotgun Love Dolls, regia di T.J. Scott – episodio pilota scartato (2001)
- A Nero Wolfe Mystery – serie TV, episodio 2x08 (2002)
- The Comeback – serie TV, 14 episodi (2005-2014)
- Love Monkey – serie TV, episodio 1x04 (2006)
- Entourage – serie TV, episodi 3x06-3x07 (2006)
- Funny or Die Presents – serie TV, 4 episodi (2010)
- Childrens Hospital – serie TV, 42 episodi (2010-2016)
- How I Met Your Mother – serie TV, episodio 5x23 (2010)
- The Smart One, regia di Michael Fresco - episodio pilota scartato (2012)
- Burning Love – serie TV, 8 episodi (2012)
- Suburgatory – serie TV, episodi 2x05-2x07-2x22 (2013)
- Newsreaders – serie TV, episodi 1x03-2x06 (2013-2014)
- Tre mogli per un papà (Trophy Wife) – serie TV, 22 episodi (2013-2014)
- Welcome to Sweden – serie TV, episodio 1x08 (2014)
- Sin City Saints – serie TV, 8 episodi (2015)
- Billions – serie TV, 37 episodi (2016-2019)
- Easy – serie TV, episodio 1x06 (2016)
- Dollface – serie TV, 10 episodi (2019-2022)

## Programmi TV

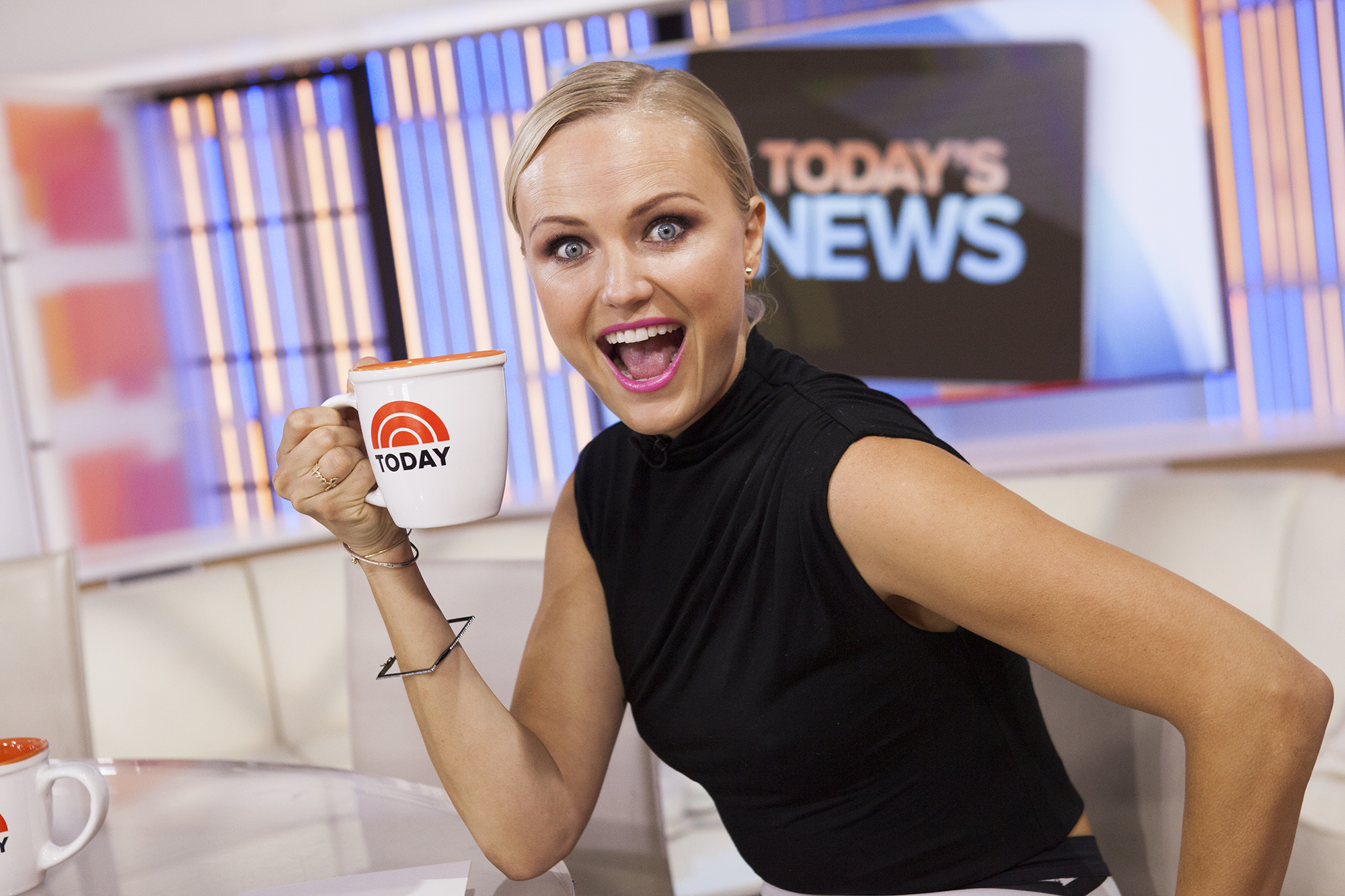
Åkerman ospite del Today Show nel 2015

- Eurovision Song Contest (2024)

## Doppiatrici italiane
Nelle versioni in italiano delle opere in cui ha recitato, Malin Åkerman è stata doppiata da:
- Barbara De Bortoli in Catch .44, Rock of Ages, Rampage - Furia animale, Chick Fight - Le ragazze del ring (ridoppiaggio)
- Myriam Catania in Lo spaccacuori, L'isola delle coppie, Tre mogli per un papà
- Laura Facchin in Billions, L'ultimo colpo di mamma, Chick Fight - Le ragazze del ring
- Eleonora De Angelis in American Trip - Il primo viaggio non si scorda mai, I fratelli Solomon
- Benedetta Degli Innocenti in The Bang Bang Club, Conspiracy - La cospirazione
- Valentina Mari in Lui, lei e Babydog
- Laura Latini in 27 volte in bianco
- Domitilla D'Amico in Watchmen
- Federica De Bortoli in Ricatto d'amore
- Dania Cericola in How I Met Your Mother
- Maura Ragazzoni in Nudi e felici
- Stella Musy in Codice fantasma
- Francesca Fiorentini in Stolen
- Francesca Manicone in The Final Girls
- Claudia Razzi in Suburgatory
- Selvaggia Quattrini in Easy
- Perla Liberatori in The Romantics